# Polo aquático no Campeonato Mundial de Esportes Aquáticos de 2023
Os torneios do Polo aquático no Campeonato Mundial de Esportes Aquáticos de 2023 ocorrerem entre 16 e 29 de julho de 2023 no Marine Messe Fukuoka em Fukuoka, no Japão. Ao todo, foram disputados dois torneios, um masculino e um feminino, cada um composto por 16 equipes, com 13 atletas.  

## Eventos
Ao todo, 2 eventos com atribuição de medalhas serão disputados.
Todos os horários estão na hora local (Japan Standard Time; UTC+9).
| Data        | Horário | Evento                                     |
| ----------- | ------- | ------------------------------------------ |
| 16 de Julho | 09:00   | Rodada preliminar                          |
| 17 de Julho | 09:00   | Rodada preliminar                          |
| 18 de Julho | 09:00   | Rodada preliminar                          |
| 19 de Julho | 09:00   | Rodada preliminar                          |
| 20 de Julho | 09:00   | Rodada preliminar                          |
| 21 de Julho | 09:00   | Rodada preliminar                          |
| 22 de Julho | 09:00   | Repescagem/Partidas de classificação       |
| 23 de Julho | 09:00   | Repescagem/Partidas de classificação       |
| 24 de Julho | 09:00   | Quartas de final/Partidas de classificação |
| 25 de Julho | 09:00   | Quartas de final/Partidas de classificação |
| 26 de Julho | 09:00   | Semifinais/Partidas de classificação       |
| 27 de Julho | 09:00   | Semifinais/Partidas de classificação       |
| 28 de Julho | 11:30   | Final feminina                             |
| 29 de Julho | 11:30   | Final masculina                            |

## Nações participantes
Ao todo, 17 CONs poderiam classificar-se em ao menos um dos torneios por gênero. Entre parênteses encontra-se representada a quantidade de atletas. 
Em ambos os torneios, a Seleção Brasileira de Polo Aquático Masculino e Feminino haviam sido classificadas. Todavia, em uma nota oficial, a Confederação Brasileira de Desportos Aquáticos afirmou que o planejamento da modalidade não incluía a disputa do Campeonato Mundial e que, ambas as seleções dedicar-se-iam ao treinamento visando a qualificação olímpica a partir dos Jogos Pan-Americanos de 2023.
- África do Sul (26)
- Argentina (26)
- Austrália (13)
- Canadá (26)
- Cazaquistão (26)
- China (26)
- Croácia (13)
- Espanha (26)
- Estados Unidos (26)
- França (26)
- Grécia (26)
- Hungria (13)
- Itália (26)
- Japão (26)
- Montenegro (13)
- Nova Zelândia (13)
- Sérvia (13)

## Medalhistas
| Evento             | Ouro | Prata | Bronze |
| ------------------ | --- | --- | --- |
| Masculino detalhes | HungriaMárton Lévai · Dániel Angyal · Krisztián Manhercz · Zoltán Pohl · Márton Vámos · Ádám Nagy · Gergő Zalánki · Gergő Fekete · Toni Német · Dénes Varga · Szilárd Jansik · Vendel Vigvári · Soma Vogel · Erik Molnár · Vince Vigvári · Treinador: · Zsolt Varga                                                       | GréciaEmmanouil Zerdevas · Konstantinos Genidounias · Dimitrios Skoumpakis · Efstathios Kalogeropoulos · Ioannis Fountoulis · Alexandros Papanastasiou · Georgios Dervisis · Stylianos Argyropoulos · Dimitrios Nikolaidis · Konstantinos Kakaris · Ioannis Alafragkis · Konstantinos Gkiouvetsis · Panagiotis Tzortzatos · Nikolaos Gkillas · Aristeidis Chalyvopoulos · Treinador: · Theodoros Vlachos | EspanhaUnai Aguirre · Alberto Munárriz · Álvaro Granados · Bernat Sanahuja · Miguel del Toro · Marc Larumbe · Martin Famera · Sergi Cabanas · Roger Tahull · Felipe Perrone · Blai Mallarach · Alejandro Bustos · Eduardo Lorrio · Alberto Barroso · Fran Valera · Treinador: · David Martín                        |
| Feminino detalhes  | Países BaixosLaura Aarts · Iris Wolves · Brigitte Sleeking · Sabrina van der Sloot · Maartje Keuning · Simone van de Kraats · Bente Rogge · Vivian Sevenich · Kitty-Lynn Joustra · Lieke Rogge · Lola Moolhuijzen · Nina ten Broek · Sarah Buis · Marit van der Weijden · Maxine Schaap · Treinador: · Evangelos Doudesis | EspanhaLaura Ester · Cristina Nogué · Anni Espar · Beatriz Ortiz · Nona Pérez · Paula Crespí · Elena Ruiz · Pili Peña · Judith Forca · Paula Camus · Maica García Godoy · Paula Leitón · Martina Terré · Ariadna Ruiz · Treinador: · Miki Oca | ItáliaGiuseppina Condorelli · Chiara Tabani · Giuditta Galardi · Silvia Avegno · Sofia Giustini · Dafne Bettini · Domitilla Picozzi · Roberta Bianconi · Valeria Palmieri · Claudia Marletta · Agnese Cocchiere · Giulia Viacava · Caterina Banchelli · Lucrezia Cergol · Veronica Gant · Treinador: · Carlo Silipo |

## Quadro de medalhas
| Ordem | País          | Ouro | Prata | Bronze |   |
| 1     | Hungria       | 1    |       |        | 1 |
|       | Países Baixos | 1    |       |        | 1 |
| 3     | Espanha       |      | 1     | 1      | 2 |
| 4     | Grécia        |      | 1     |        | 1 |
| 5     | Itália        |      |       | 1      | 1 |
| Total | Total         | 2    | 2     | 2      | 6 |